# Edoardo Winspeare
Edoardo Winspeare, all'anagrafe Edoardo Carlo Winspeare Guicciardi (Klagenfurt, 14 settembre 1965), è un regista, sceneggiatore e attore italiano.

## Biografia
Figlio del barone Riccardo Carlo Winspeare Guicciardi (1912-2002) e della principessa Elisabeth del Liechtenstein (1932-2018), è nato in Austria nel 1965 a Klagenfurt, ma è cresciuto in Salento a Tricase, precisamente nella frazione di Depressa.
Dopo alcune brevi esperienze come assistente al montaggio, sul set di film cortometraggi, un primo documentario e i primi studi universitari a Firenze, si trasferisce a Monaco di Baviera, dove si diploma in regia presso l'Università della televisione e del cinema.

### Carriera
Dopo vari documentari e cortometraggi sulle tradizioni salentine girati tra la fine degli anni ottanta e l'inizio degli anni novanta (A Toilette's Short Story, Wo der Wolgastrom sich windet, San Paolo e la tarantola e L'ultimo Gattopardo ne sono esempi), nel 1996 produce il lungometraggio Pizzicata. Il regista già con questo film d'esordio, che descrive il contesto storico e culturale del tarantismo, si fa apprezzare in Italia e all'estero: la pellicola viene presentata in decine di festival tra cui Berlino, San Francisco e San Sebastian, dove riceve una Menzione Speciale.
Si allontana momentaneamente dall'ambiente cinematografico fondando con alcuni amici nel 1992 il gruppo musicale Zoe (poi Officina Zoè).
Nel 1999 fonda con Gustavo Caputo la Saietta Film che in quindici anni produce due lungometraggi e una trentina fra documentari e cortometraggi.
Nel 2000 il film Sangue vivo, in dialetto salentino sottotitolato in italiano, primo vero successo di pubblico. Vince il premio "Nuevos Directores" al Festival di San Sebastian ed è il primo film italiano ad essere presentato al Sundance Film Festival di Robert Redford. Vince inoltre tre Grolle d'Oro, come miglior film, miglior produzione e migliore colonna sonora.
Nel 2003 esce il film Il miracolo - candidato al David di Donatello per il soggetto -, presentato alla Mostra del cinema di Venezia dove vince due premi minori, e il documentario in DVD La festa che prende fuoco, che presenta e ripercorre la tradizione della festa di Sant'Antonio Abate a Novoli con i riti della Focara.
Del 2008 è il film Galantuomini, che parla della borghesia salentina e della Sacra Corona Unita, interpretato da Donatella Finocchiaro, Fabrizio Gifuni e Beppe Fiorello. Il film è in concorso al Festival internazionale del film di Roma 2008, dove la Finocchiaro vince il Marco Aurelio d'Argento per la migliore interpretazione femminile. Candidatura ai David di Donatello e ai Nastri d'argento per la migliore attrice e il miglior attore non protagonista. 
Nel 2009 presenta il mediometraggio Filia Solis (La figlia del sole che, nei versi di Federico II, è la città di Brindisi). Ne è autore con la regista Paola Crescenzo.
Sempre nel 2009 lascia la cinepresa e prende parte come attore alle riprese di Noi credevamo del regista napoletano Mario Martone. Al film, uscito nelle sale a novembre 2010, partecipano inoltre diversi volti noti del cinema italiano, fra cui Luca Zingaretti, Anna Bonaiuto, Francesca Inaudi e Luca Barbareschi. Tuttavia per il regista salentino non si tratta della prima esperienza davanti alla cinepresa: il suo esordio come attore risale al 2003, nel film Bell'epoker di Nico Cirasola.
Nello stesso anno realizza il documentario Sotto il Celio Azzurro, nel quale viene raccontata l'energia e la passione dei maestri del Celio Azzurro, una scuola materna multiculturale di Roma. Il film viene presentato alla Festa del Cinema di Roma nella sezione "Alice nella città".
Nel gennaio 2011 esordisce alla regia di uno spettacolo teatrale con La Parola Italia, una Celebrazione teatrale per i 150 anni dell'Unità d'Italia, evento di apertura della 42ª Stagione Lirica della Provincia di Lecce, svoltosi presso il Teatro Politeama Greco di Lecce.
Nel 2013 realizza con Carlo Bruni il mediometraggio L'anima attesa, ispirato alla figura di Don Tonino Bello.
Nel 2014 esce, prodotto dalla Saietta Film e Alessandro Contessa, In grazia di Dio, selezionato per partecipare alla 64ª edizione del Festival internazionale del cinema di Berlino nella sezione "Panorama" Anche questo film è interpretato da attori non professionisti: la protagonista è la moglie di Winspeare Celeste Casciaro, la coprotagonista la figlia di quest'ultima Laura Licchetta, il principale interprete maschile il socio del regista Gustavo Caputo. Il film ha avuto quattro nomination ai Nastri d'Argento e cinque ai Globi d'Oro vincendo il Globo d'Oro Gran Premio della Giuria. Ha ottenuto una trentina di premi minori in vari festival in Italia e nel mondo.
Nel 2017 è La vita in comune,sempre prodotto da Saietta Film e Alessandro Contessa, presentato alla Mostra del Cinema di Venezia nella sezione Orizzonti, dove vince il Premio CICAE.
Dal 1994 al 2017 ha realizzato vari documentari, cortometraggi, qualche spot pubblicitario e tre videoclip. 

### Attivismo culturale
Nel 2004 è il principale promotore di  Coppula Tisa: associazione per la Bellezza dei luoghi, un'organizzazione non profit che persegue lo scopo di ripristinare la bellezza dei luoghi del Salento colpiti dalla cementificazione e dall'abusivismo edilizio. Tra le azioni promosse dall'associazione, vi è l'utilizzo di raccolte fondi e dotazioni finanziarie per realizzare acquisti di ecomostri e di brutture architettoniche collocate in contesti paesaggistici di pregio culturale ed estetico, per poi procedere al ripristino dell'integrità paesaggistica attraverso la loro demolizione. Il paesaggio bonificato viene poi restituito allo status di "bene comune" attraverso una donazione alla Regione Puglia, sotto la condizione dell'apposizione di un vincolo paesaggistico di inedificabilità assoluta.

## Vita privata
È sposato con Celeste Casciaro, attrice protagonista di alcuni suoi film. I due hanno una figlia che si chiama Arcangela Maria.

## Filmografia

### Lungometraggi

#### Regista
- Pizzicata (1996)
- Sangue vivo (2000)
- Il miracolo (2003)
- Galantuomini (2008)
- In grazia di Dio (2014)
- La vita in comune (2017)
- Didi (2025)

#### Sceneggiatore
- Pizzicata, regia di Edoardo Winspeare (1996)
- Sangue vivo, regia di Edoardo Winspeare (2000)
- Galantuomini, regia di Edoardo Winspeare (2008)
- In Grazia di Dio regia di E. Winspeare (2014)
- La vita in comune regia di E. Winspeare (2017)

#### Attore
- Bell'epoker, regia di Nico Cirasola (2003)
- Noi credevamo, regia di Mario Martone (2010)

#### Produttore
- Pizzicata, regia di Edoardo Winspeare (1996)
- Sale (2002)
- A levante (2003)
- Il primo incarico, regia di Giorgia Cecere (2010)
- In grazia di Dio (2014)
- La vita in comune (2016)

### Documentari
• Belcanto (2008)

#### Regista
- Una breve storia di una toilette (1988)
- San Paolo e la Tarantola (1989)
- L'ultimo Gattopardo (1990)
- I servi dei poveri del Terzo Mondo (1992)
- A Don Tonino (2003)
- La festa che prende fuoco (2008)
- Filia Solis (2009)
- Sotto il Celio Azzurro (2010)

### Cortometraggi
- Les noces du papier (2008)
- L'anima attesa (2013)

## Teatro

### Regista
- "La parola Italia" (2011)

## Riconoscimenti
- Pizzicata:
  - Menzione speciale al Festival Internazionale del Cinema di San Sebastián;
  - Miglior film al Festival di Edimburgo;
  - Miglior film al Festival del Cinema Indipendente di Arezzo;
  - Premio CICAE e Miglior opera prima al Festival di Annecy.
- Sangue Vivo:
  - Festival International Cinema Meditérranéen di Montpellier: Antigone d'Or per il miglior film
  - Festival di Saint-Vincent 2000 per il cinema italiano: Grolla d'oro per il miglior film, per la migliore colonna sonora e per il miglior produttore;
  - Festival Internazionale del Cinema di San Sebastián: New Directores Award.
- Il miracolo:
  - Mostra Internazionale del Cinema di Venezia: Premio Città di Roma Migliore Film;
  - Mostra Internazionale del Cinema di Venezia: Premio FEDIC.
- In grazia di Dio:
  - Globo d'oro della Stampa estera – Gran Premio della giuria
  - Premio Suso Cecchi D'Amico per la migliore sceneggiatura
- La vita in comune:
  - Premio CICAE